# Johnny Winter And
Johnny Winter And je studiové album amerického bluesového kytaristy Johnnyho Wintera, vydané v roce 1970. Jedná se o první album na kterém s ním spolupracuje Rick Derringer.

## Seznam skladeb
1. "Guess I'll Go Away" (Johnny Winter) (3:28)
2. "Ain't That a Kindness" (Mark Klingman) (3:29)
3. "No Time to Live" (Jim Capaldi, Steve Winwood) 4:66
4. "Rock and Roll, Hoochie Koo" (Rick Derringer) (3:31)
5. "Am I Here?" (Randy Zehringer) (3:24)
6. "Look Up" (Rick Derringer) (3:34)
7. "Prodigal Son" (Johnny Winter) (4:18)
8. "On the Limb" (Rick Derringer) (3:36)
9. "Let the Music Play" (Allan Nicholls, Otis Stephens) (3:15)
10. "Nothing Left" (Johnny Winter) (3:30)
11. "Funky Music" (Rick Derringer) (4:55)

## Sestava
- Johnny Winter - zpěv, kytara, harmonika
- Rick Derringer - zpěv, kytara
- Randy Jo Hobbs - baskytara
- Randy Zehringer - perkuse